# Blasmusikverband Odenwald-Bauland
Der Blasmusikverband Odenwald-Bauland e.V. wurde 1953 gegründet. Er umfasst derzeit 96 Mitgliedsvereine mit insgesamt fast 4.000 Mitgliedern.
Der Blasmusikverband Odenwald-Bauland ist Mitgliedsverband des Bundes Deutscher Blasmusikverbände. 

## Bezirke des Blasmusikverband Odenwald-Bauland
Das Verbandsgebiet ist in die drei Bezirke Buchen, Mosbach und Tauberbischofsheim unterteilt. 

## Personen

### Präsidium
| Amt                   | Name            | seit |
| --------------------- | --------------- | ---- |
| Präsident             | Herbert Münkel  |      |
| Stellvertr. Präsident | Alois Schreck   |      |
| Stellvertr. Präsident | Kurt Brand      |      |
| Geschäftsführerin     | Karin Heiler    |      |
| Verbandsdirigent      | Gerhard Schäfer |      |
| Verbandsjugendleiter  | Martin Heß      |      |

### Ehrenmitglieder
| Name          | Wohnort              | Funktion       |
| ------------- | -------------------- | -------------- |
| Franz Busch   | Hardheim-Schweinb.   | Ehrenpräsident |
| Gerhard Münch | Buchen               | Ehrenpräsident |
| Max Muschiol  | Limbach-Scheringen   | Ehrendirigent  |
| Anton Renner  | Neudenau             | Ehrendirigent  |
| Roland Weber  | Königheim-Gissigheim | Ehrenmitglied  |
| Erika Thoma   | Hardheim-Schweinb.   | Ehrenmitglied  |
| Karl Steffan  | Tauberb'heim-Dienst. | Ehrenmitglied  |
| Hans Schüller | Grünsfeld            | Ehrenmitglied  |
| Thomas Ludwig | Großeicholzheim      | Ehrenmitglied  |